# Utetes unguipus
Utetes unguipus är en stekelart som först beskrevs av Fischer 1966.  Utetes unguipus ingår i släktet Utetes och familjen bracksteklar. Inga underarter finns listade i Catalogue of Life.